# 2513 Baetslé
2513 Baetslé este un asteroid din centura principală, descoperit pe 19 septembrie 1950, de Sylvain Arend.